# جوناثان دوايت
جوناثان دوايت (بالإنجليزية: Jonathan Dwight)‏ هو عالم حيوانات وعالم طيور أمريكي، ولد في 8 ديسمبر 1858 في نيويورك في الولايات المتحدة، وتوفي بنفس المكان في 22 فبراير 1929 بسبب سرطان.